# 丁鸿
丁鸿（？—94年），字孝公，颍川郡定陵县（河南省郾城区西）人，东汉初期大臣。
父亲丁綝，随刘秀为偏将军，封陵阳侯。十三岁随桓荣学习欧阳尚书，明章句，善解经。父亲死后，让爵于弟，未获批准，教生徒。永平十年（67年），朝廷征召，丁鸿至即被召见，不久，任命为侍中。永平十三年，兼射声校尉。建初四年（79年），徒封鲁阳乡侯（屬廬江郡尋陽縣）。同年，白虎观会议，丁鸿在论难中才高一筹，汉章帝称他殿中无双丁孝公，徒校书，代成封为少府。元和三年（86年），徒封马亭乡侯。
汉和帝即位，任太常。永元四年（92年），接替袁安为司徒，窦太后临朝，窦宪兄弟专政，丁鸿上书要对此匡正，和帝命他代理太尉兼卫尉，统领南北军，诛灭窦氏。永元六年（94年），丁鸿去世。子孙丁湛、丁浮、丁夏三代相继嗣爵。

## 延伸阅读
[在维基数据编辑]
 《後漢書·卷37》，出自范晔《後漢書》
 《東觀漢記》